# مگنویست

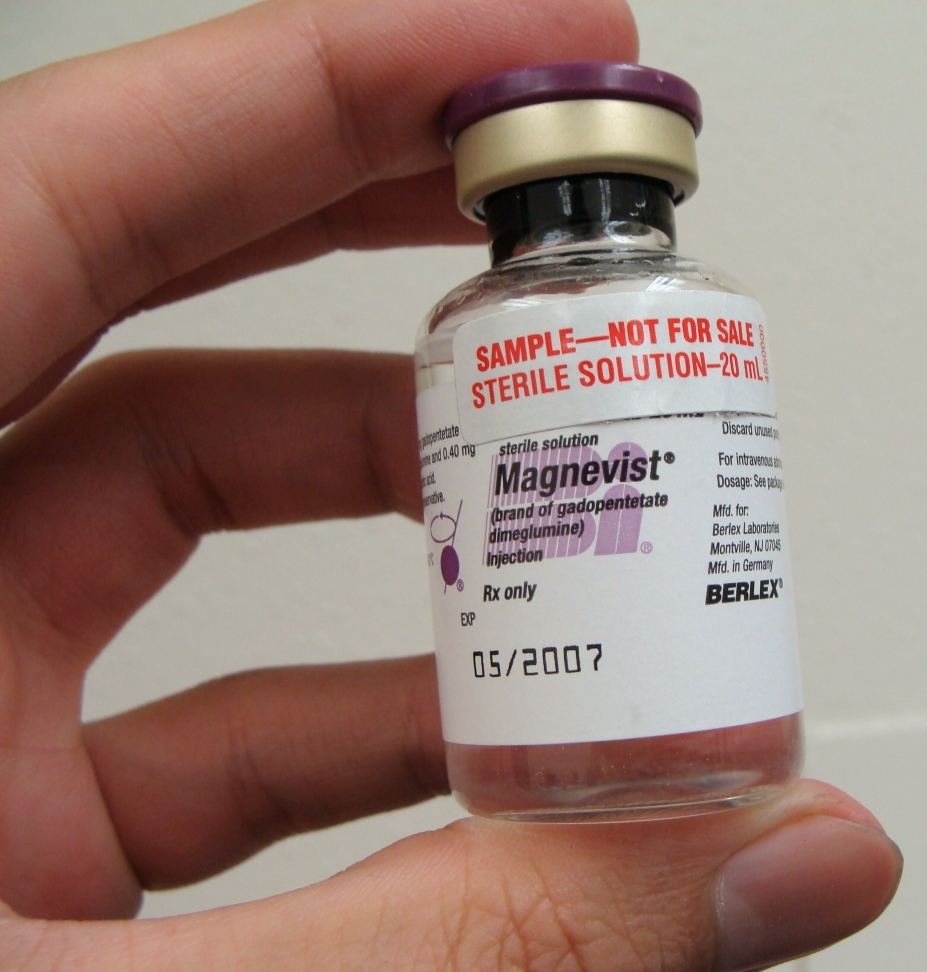
یک بطری مگنویست، ساخت شرکت برلکس

مگنویست (به انگلیسی: Magnevist) با نام علمی گادوپنتتات دیمگلومین (Gadopentetate dimeglumine) نوعی ماده حاجب است که در تصویرگیری پزشکی در ام آر آی مصرف بالینی دارد.
این ماده حاجب در ام آر آی و در آنژیوگرافی تشدید مغناطیسی زمان T1 محیط اطراف خود را کاهش می‌دهد که باعث افزایش کنتراست مفید (CNR) می‌شود.
مگنویست ساخت شرکت Berlex Laboratories در نیوجرزی است.